# Tolérance
Tolérance je francouzský hraný film z roku 1989, který režíroval Pierre-Henri Salfati podle vlastního scénáře. Snímek měl premiéru dne 20. září 1989.

## Děj
Během Direktoria je mladá žena Tolérance provdaná za Marmanta, se kterým žije na rodinném zámku a je deprimována cynismem svého manžela a záští jeho matky. Jednoho rána Tolérance obdrží dědictví od vzdáleného příbuzného v Anglii, Jedná se o bednu, z níž vyskočí poustevník jménem Ahasver, který okamžitě prchne do lesů. Tolérance se ho snaží k velké nelibosti svého manžela zkrotit.
Marmant pronásleduje poustevníka, který zabírá veškerý čas jeho manželce na úkor manželských povinností. Podaří ho tajně přemluvit, aby vystupoval jako Horace Walop, který baví společnost svou výstředností a svými nesmírnými encyklopedickými znalostmi. Tolérance je líto, že její poustevník odešel, a dává si pozor na tohoto podivného hosta.

## Obsazení
| Ugo Tognazzi     | Marmant                 |
| Rupert Everett   | Assuérus / Horace Walop |
| Anne Brochet     | Tolérance               |
| Marc de Jonge    | Cabanes                 |
| Catherine Samie  | Marie-The               |
| László Szabó     | Bernheim                |
| Claude Duneton   | Jacobi                  |
| Stéphane Boucher | Belloy                  |
| Évelyne Didi     | Antoinette              |
| Olimpia Carlisi  | Pauline                 |

## Ocenění
- César: nominace na nejlepší filmový debut (Pierre-Henri Salfati)